# Azurara (Vila do Conde)
Azurara é uma povoação portuguesa sede da Freguesia de Azurara do Município de Vila do Conde, freguesia com 2,16 km² de área e 2367 habitantes (censo de 2021), tendo, por isso, uma densidade populacional de 1 095,8 hab./km².

## História
Foi vila e sede de concelho até ao início do século XIX. Era constituído apenas pela freguesia da sede e tinha, em 1801, 619 habitantes. Azurara recebeu foral do conde D. Henrique (confirmado por D. Afonso) ainda em 1102. Permaneceu um importante porto marítimo e a produção de embarcações nos seus estaleiros contribuiu para os descobrimentos portugueses. No entanto, apesar de local estratégico não teve foral manuelino. Mas com a passagem de D.Manuel por estas terras, a caminho de Santiago de Compostela, levou a que a construção da Igreja de Santa Maria de Azurara tivesse forte impulso, no seu adro encontra-se o Pelourinho de Azurara.

## Demografia
A população registada nos censos foi:
| Distribuição da População por Grupos Etários | Distribuição da População por Grupos Etários | Distribuição da População por Grupos Etários | Distribuição da População por Grupos Etários | Distribuição da População por Grupos Etários |
| -------------------------------------------- | -------------------------------------------- | -------------------------------------------- | -------------------------------------------- | -------------------------------------------- |
| Ano                                          | 0-14 Anos                                    | 15-24 Anos                                   | 25-64 Anos                                   | > 65 Anos                                    |
| 2001                                         | 387                                          | 296                                          | 1197                                         | 222                                          |
| 2011                                         | 363                                          | 247                                          | 1389                                         | 306                                          |
| 2021                                         | 328                                          | 251                                          | 1351                                         | 437                                          |

## Património

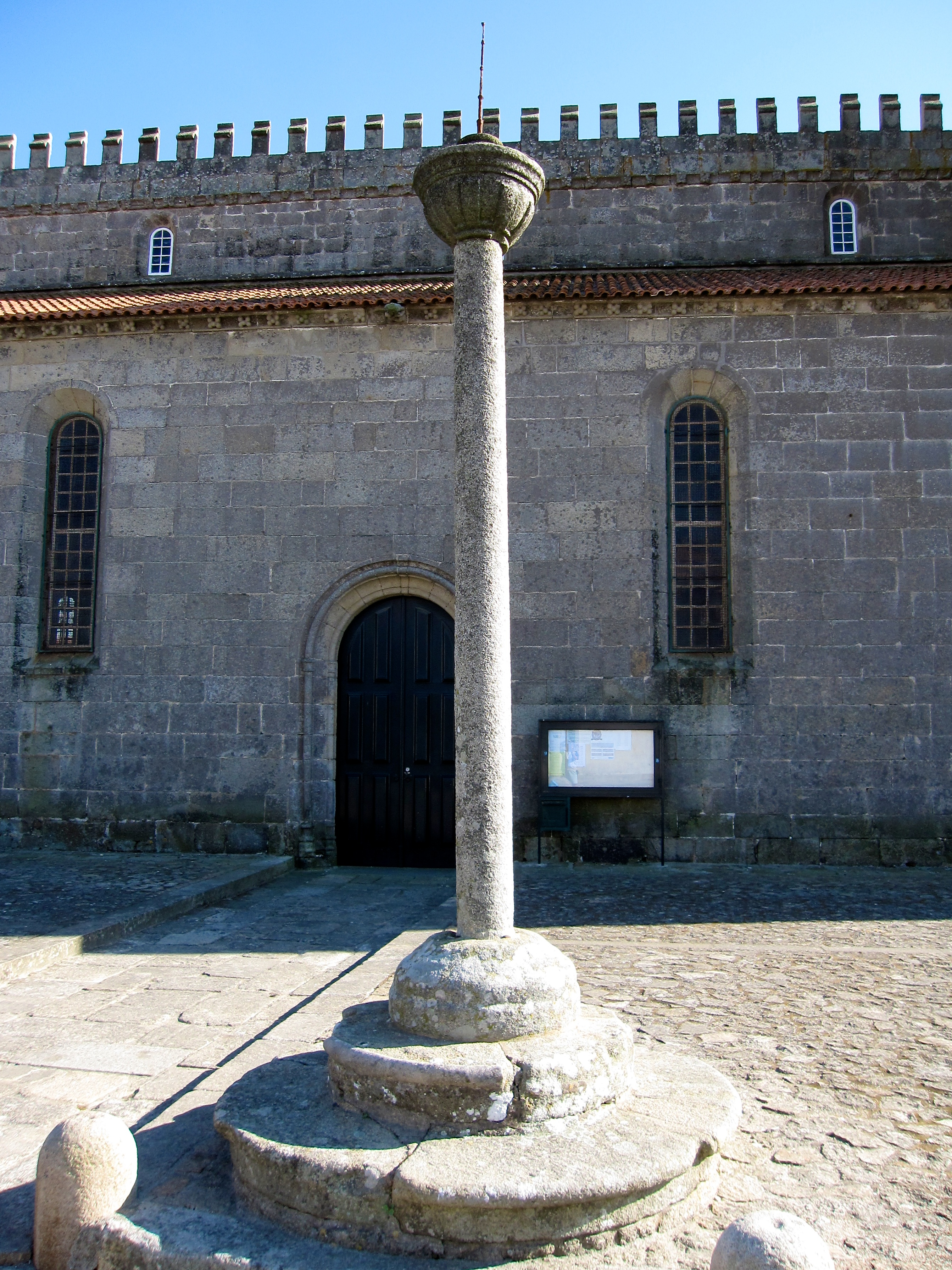
Pelourinho de Azurara

- Igreja de Santa Maria de Azurara ou Igreja de Azurara ou Igreja de Santa Maria
- Igreja da Misericórdia de Azurara
- Igreja de São Francisco de Azurara ou Convento de Nossa Senhora dos Anjos
- Pelourinho de Azurara
- Azenha Quinhentista no Rio Ave
- Casa da Praça
- Cruzeiro de Azurara
- Marca de Enfiamento da Barra do Ave
- Estaleiros de construção naval em madeira
- Parte antiga de Vila do Conde e Azurara ou Núcleo urbano da cidade de Vila do Conde

### Outros
Segundo o SIPA – Sistema de Informação para o Património Arquitectónico, constam do património desta freguesia, ainda:
- Antigo Hospital São João Evangelista / Edifício MADI
- Cruzeiro frente à Ermida de Santa Ana
- Ermida de Santa Ana
- Ermida de São Sebastião / Capela de São Sebastião
- Farol de Azurara
- Passos da Azurara
- Farolim de Azurara